# Cleitamiphanes heinrichi
Cleitamiphanes heinrichi är en tvåvingeart som beskrevs av Erich Martin Hering 1941. Cleitamiphanes heinrichi ingår i släktet Cleitamiphanes och familjen borrflugor. Inga underarter finns listade i Catalogue of Life.